# Birgit Kreipe

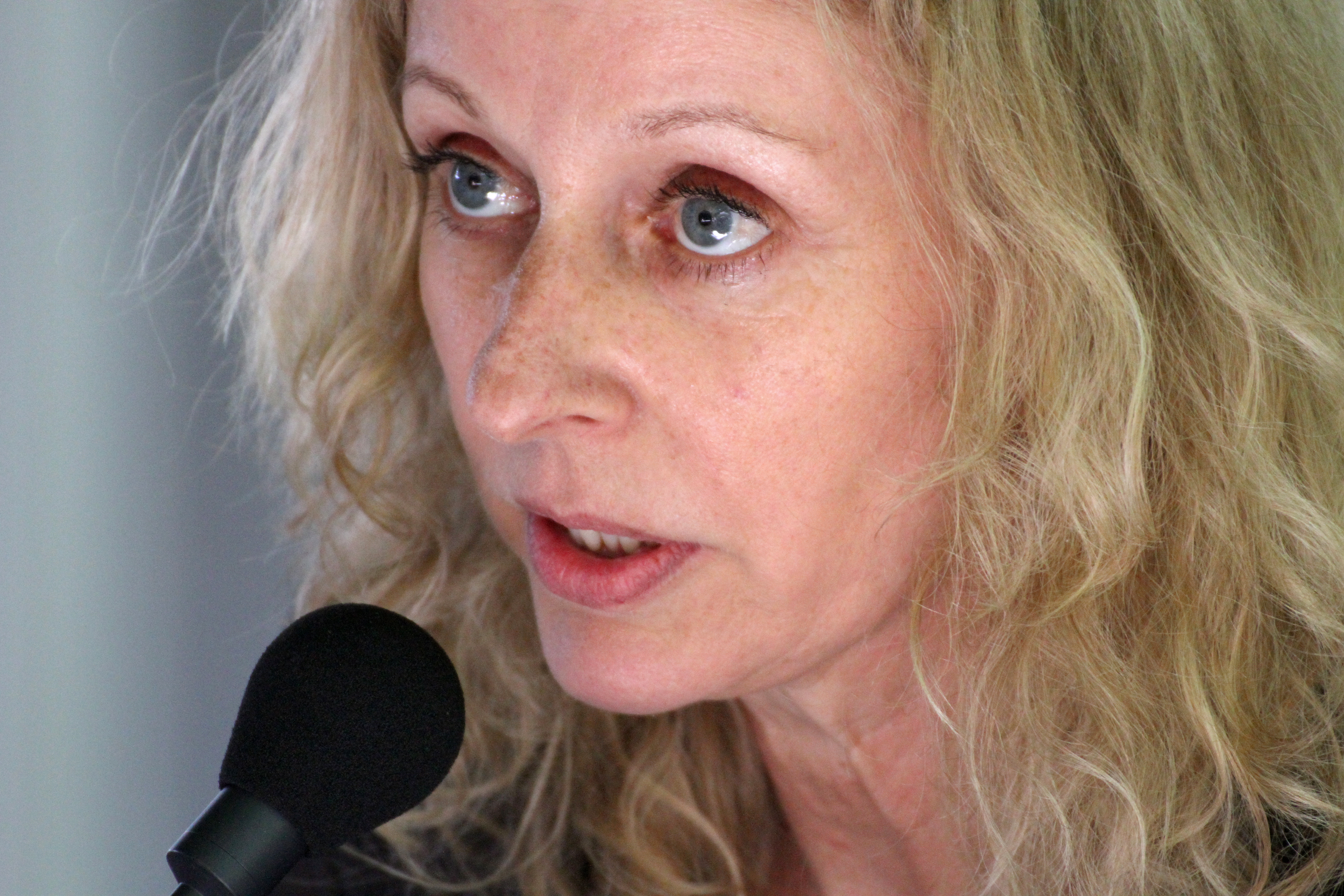
Birgit Kreipe auf dem Lyrikmarkt Berlin 2016

Birgit Kreipe (* 28. Mai 1964 in Hildesheim) ist eine deutsche Lyrikerin.

## Leben und Werk
Birgit Kreipe wuchs auf dem Land nahe Hannover auf. Sie absolvierte eine Buchhändlerlehre und arbeitete in diesem Beruf, später studierte sie Psychologie und Neuere deutsche Literatur in Marburg, Wien und Göttingen. Sie veröffentlichte Gedichte in zahlreichen Literaturzeitschriften (z. B. Poet, Ostragehege, Randnummer, Lichtungen, außer.dem, Akzente), in der FAZ und in mehreren Anthologien und war Teilnehmerin verschiedener internationaler Lyrikfestivals. Ihre Gedichte zeichnen sich durch eigenwillige und einprägsame Bilder aus, Peter Geist vergleicht die Bildkraft ihrer Sprache mit der von Sarah Kirsch. Nico Bleutge schreibt zu ihrem Gedichtband SOMA in der NZZ: „So dicht schieben sich bisweilen die Bilder übereinander, dass man als Leser nur staunend zusehen kann, wie die Kinder vor ihrem ‚magischen Fernseher‘.“
Birgit Kreipe lebt und arbeitet in Berlin.

## Auszeichnungen
- 2014: Lyrikpreis München[3]
- 2014: Irseer Pegasus
- 2016: Literaturstipendium des Berliner Senats
- 2017: Autorenresidenz der Slovenia Book Days in Ljubljana und Kranj, Slowenien
- 2018: Finalistin beim Lyrikpreis Meran
- 2021: Literaturstipendium des Berliner Senats
- 2022: Literaturpreis der A und A Kulturstiftung[4]
- 2022: Stipendiatin der Deutschen Akademie Rom, Casa Baldi[5]
- 2023: Stipendium des Deutschen Literaturfonds
- 2025: Stipendiatin der Villa Aurora, Los Angeles

## Einzeltitel
- wenn ich wind sage seid ihr weg. Gedichte. Verlag im Proberaum 3, Klingenberg 2010. ISBN 978-3-941296-19-0
- schönheitsfarm. Gedichte. Verlagshaus Berlin, Berlin 2012, 2. Aufl. 2018. ISBN 978-3-940249-51-7
- SOMA. Gedichte. kookbooks, Berlin 2016. ISBN 978-3-937445-81-6
- Aire. Gedichte. kookbooks, Berlin 2021. ISBN 978-3-948336-11-0

## Herausgaben
- Birgit Kreipe, Ron Winkler (Hrsg.): Rote Spindel, Schwarze Kreide. Märchen im Gedicht. Anthologie deutschsprachiger Märchengedichte. Voland & Quist (edition Azur), Dresden 2021. ISBN 978-3-942375-51-1

## Beiträge in Anthologien
- Tom Bresemann (Hrsg.): Im Heiligkeitsgedränge. Neue Weihnachtsgedichte. Verlag Lettrétage, Berlin 2010. ISBN 978-3-9812062-4-1
- Ron Winkler (Hrsg.): Schneegedichte. Schöffling & Co., Frankfurt am Main 2011. ISBN 978-3-89561-215-2
- Ron Winkler (Hrsg.): Die Schönheit ein deutliches Rauschen. Ostseegedichte. Edition Wörtersee, Leipzig 2011. ISBN 978-3-9377-99-43-8
- Tom Schulz, Ron Winkler (Hrsg.): Venedig. Der venezianische Traum. Schöffling & Co., Frankfurt am Main 2014. ISBN 978-3-89561-217-6
- Anja Bayer, Daniela Seel (Hrsg.): all dies hier, Majestät, ist deins. Lyrik im Anthropozän. kookbooks, Berlin 2016. ISBN 978-3-93744-580-9
- Steffen Popp (Hrsg.): SPITZEN. Gedichte. Fanbook. Hall of Fame. Suhrkamp Verlag, Berlin 2018. ISBN 978-3-518-12719-3